# Luis Walter Alvarez
Luis Walter Alvarez (13. června 1911, San Francisco, Kalifornie – 1. září 1988, Berkeley, Kalifornie) byl americký fyzik španělského původu který se proslavil zejména hypotézou o vymření dinosaurů vlivem impaktu mimozemského tělesa a výzkumem v oblasti částicové fyziky.

## Dětství a vzdělání
Alvarez se narodil 13. června 1911 v San Franciscu jako druhý nejstarší ze čtyř dětí, měl dvě sestry a bratra. Jeho otec i dědeček byli významnými lékaři, teta byla malířkou.
V letech 1918 až 1924 navštěvoval Madison School v San Franciscu, posléze San Francisco Polytechnic High School. V roce 1926 se ovšem s rodinou přestěhoval do Rochesteru, kde poté navštěvoval Rochester High School. Po dokončení střední školy nastoupil na Chicagskou univerzitu, kde v roce 1932 získal bakalářský titul, v roce 1934 titul magistrský a o 2 roky později doktorát.
Fyziku začal studovat po dokončení bakalářského studia. Dostalo se mu zvláštní příležitosti pracovat na zařízení prvního amerického nositele Nobelovy ceny za fyziku, krátce předtím (1931) zemřelého Alberta Abrahama Michelsona. Během svého magisterského studia vedením významného fyzika jímž byl Arthur Holly Compton začal s výzkumem kosmického záření, o němž za pomoci vlastně sestrojeného Geigerova-Müllerova počítače zjistil, že více záření přichází ze západu, z čehož usoudil, že kosmické záření je pozitivně nabité.

## Začátky kariéry
Po dokončení studia v Chicagu byl na doporučení své sestry přijat na Kalifornskou univerzitu v Berkeley k uznávanému fyzikovi Ernestu Lawrencemu. Spolupracoval ovšem i se skupinou teoretiků již vedl Robert Oppenheimer. Konkrétně se zde věnoval pozorování radioaktivní beta přeměny, sám Alvarez byl autorem řady experimentů. Dále se věnoval výzkumu izotopů vodíku a helia, prokázal, že helium 3 je stabilní, zatímco tritium nestabilní a nikoli naopak, jak se dříve předpokládalo. Později ve spolupráci s Felixem Blochem změřil magnetický moment neutronu.

## Druhá světová válka

### Radiační laboratoř
Když začala druhá světová válka byla na Massachusettském technologickém institutu založena vojenská laboratoř se zaměřením na výzkum radarů, kam byli přijati Alvarez i Lawrence. Zde přispěl k řadě projektů, například zlepšil radary na hledání nepřátelských ponorek. Především však přišel na nový typ mikrovlnného radaru a současně na nový typ antény. Tento vynález umožnil Američanům poměrně přesně bombardovat území nepřítele i ve špatném počasí. Později se uplatnil jako radar umožňující bezpečné přistávání i za zhoršených podmínek. V roce 1943 tento systém Alvarez osobně testoval v Anglii, kde se seznámil s Arthurem C. Clarkem, s nímž se později stali dobrými přáteli.

### Projekt Manhattan
Ke konci roku 1943 pozval Oppenheimer Alvareze k účasti na projektu Manhattan, bylo ovšem rozhodnuto, že Alvarez několik měsíců stráví v Chicagu, tamní tým vedl Enrico Fermi. Alvarez byl vojenským vedoucím projektu Leslie Grovesem požádán o zjištění způsobu detekce potenciálních německých jaderných ponorek. Alvarez navrhl využití detekčního letounu, který by hledal stopy radioaktivních prvků, zejména xenonu 133. Toto bylo uskutečněno, ale žádné stopy xenonu nebyly nalezeny.
Na počátku roku 1944 se přesunul do Los Alamos, kde začal pracovat na plutoniové bombě Fat Man, která ovšem pracovala na jiném principu než déle vyvíjená uranová bomba Little Boy. Pro plutoniovou bombu bylo potřeba téměř kritické množství plutonia, které se stlačovalo konvenčním výbuchem. Alvarez tento problém řešil technicky, když vyráběl rozbušky. Posléze vytvořil soubor kalibrovaných mikrofonů a vysílačů a měřil jimi síly jaderných výbuchů, včetně explozí v Hirošimě a Nagasaki.

## Další výzkum
Po skončení druhé světové války se vrátil do Berkeley s mnoha nápady jak válečné vynálezy využít ke zlepšení urychlovačů částic. Největší přelom zaznamenal Edwin McMillan, který vytvořil první synchrocyklotron. Společně pak zkonstruovali v té době největší urychlovač částic světa Bevatron. Ve 40. letech bylo ovšem obtížné provézt analýzu výsledků, proto se chytil nového vynálezu bublinkové komory, s nímž přišel Donald Arthur Glaser. V Glaserově detektoru byl jako kapalina v níž se objevovaly stopy částic, ether. Alvarez místo toho použil kapalný vodík, což mu umožnilo stopy fotografovat. Byla postavena komora velká 2 metry, v níž docházelo k milionům událostí. Alvarez tak objevil řadu rezonančních stavů částic a molekul, za což byl v roce 1968 odměněn Nobelovou cenou za fyziku. Vyvinul také nové systémy pro detekci a analýzu dat.
V roce 1964 vyrobil balónový experiment HAPPE ke zkoumání vysokoenergetického kosmického záření a jeho srážek se zemskou atmosférou. Později změnil zaměření experimentu na studium kosmologie, přesněji částic z raného vesmíru.
O rok později navrhoval hledání neznámých prostor v egyptských pyramidách za pomocí kosmického záření. Měření jeho rychlosti a směru částic tohoto záření by bylo možné odhalit potenciální komory v pyramidách. Výzkum pokračoval do roku 1969, kdy bylo prozkoumáno 20% velké pyramidy a žádné neznámé komory nebyly nalezeny.

## Vymírání K-Pg
Na konci 70. let Alvarezův syn Walter Alvarez, který je geologem, zkoumal v Itálii vrstvy mezi křídou a třetihorami. Po návratu do Berkeley oznámil otci, že v této době došlo z neznámých důvodů k velkému vymírání a že by rád tuto záhadu vyřešil. Alvarez starší začal na této otázce pracovat s chemiky z Lawrence Berkeley National Laboratory a dospěli k závěru, že vymírání má mimozemský původ. Z rozboru jílu bylo zjištěno, že obsahují saze, šokové krystaly křemene, mikroskopické diamanty a vzácné minerály, které se tvoří pouze za vysokých teplot a tlaků. Toto zjištění publikoval v roce 1980 a setkalo se s výrazným ohlasem v geologické komunitě. Objevu kráteru Chicxulub v roce 1990 se ovšem Alvarez starší již nedožil. Tato teorie je i k roku 2018 považována za nejpravděpodobnější vysvětlení příčiny vymírání na konci druhohor.
V roce 1983 přišli paleontologové David Raup a Jack Sepkoski na základě domnělé periodicity velkých vymírání s myšlenkou, že existuje hvězda Nemesis obíhající kolem Slunce. Alvarez spočítal, že by muselo jít o hnědého nebo červeného trpaslíka ve vzdálenosti 1,5 - 3 světelné roky od Slunce. Do roku 2016 ovšem žádná taková hvězda nalezena nebyla a její existence je většinou astronomů často a výrazně zpochybňována. Stejně tak se ukazuje, že domnělá periodicita vymírání je zřejmě jen důsledkem statistické chyby.[zdroj?]

## Létání
Kromě vědy se Alvarez věnoval i letectví. Létat se naučil v roce 1933, měl nalétáno více než 1000 hodin a často působil i v pozici kapitána. V letectví je rovněž autorem řady vynálezů. Později sloužil jako člen mnoha výborů pro vojenské i civilní letectví, například působil u Federal Aviation Administration a President's Science Advisory Committee. Účastnil se i mnoha letů ve vojenských letounech, proletěl se v Boeing B-29 Superfortress nebo Lockheed F-104 Starfighter.

## Rodina
Luis Alvarez byl dvakrát ženatý. První manželku Geraldine Smithwick si vzal v roce 1936, rozvedeni byli roku 1957 a měli spolu syna a dceru. Druhou manželku Janet Landis si v roce 1958 a měl s ní rovněž syna a dceru. Jeho syn Walter Alvarez z prvního manželství je významným geologem.